# Phatthalung (Provinz)
Phatthalung (Thai: พัทลุง) ist eine Provinz (Changwat) in der Südregion von Thailand. Die Hauptstadt der Provinz heißt ebenfalls Phatthalung.

## Geographie
Die Provinz liegt etwa 840 Kilometer südlich von Bangkok auf der Malaiischen Halbinsel. Im Osten grenzt die Provinz an den flachen Songkhla-See, während das Land zum Westen hin bergig wird und zu einer Hochebene wird. Hier, im Grenzgebiet zur Nachbarprovinz Trang, liegt auch der bekannte Nationalpark Khao Pu – Khao Ya.
| Angrenzende Provinzen: | Angrenzende Provinzen: |
| ---------------------- | ---------------------- |
| Norden                 | Nakhon Si Thammarat    |
| Osten                  | Songkhla               |
| Süden                  | Songkhla und Satun     |
| Westen                 | Trang                  |

### Klima
Das Klima ist tropisch-monsunal. Die Höchsttemperatur im Jahr 2008 betrug 36,4 °C, die tiefste Temperatur wurde mit 22,5 °C gemessen. An 152 Regentagen fielen in demselben Jahr 2168,8 mm Niederschlag.

## Bevölkerung
Etwa 88 % der Bevölkerung ist buddhistisch, es gibt jedoch eine größere moslemische Minderheit (etwa 11 %).

## Wirtschaft
Die wichtigste Einkommensquelle bildet die Landwirtschaft, insbesondere Reis. Im Jahr 2008 betrug das „Gross Provincial Product“ (Bruttoinlandsprodukt) der Provinz 35.614 Millionen Baht.
| Wirtschaftszweig | 2006 | 2007 | 2008 |                   |
| ---------------- | ---- | ---- | ---- | ----------------- |
| Landwirtschaft   | 39,1 | 37,2 | 38,2 | Alle Angaben in % |
| Industrie        | 7,2  | 7,7  | 6,9  | Alle Angaben in % |
| Andere           | 53,7 | 55,1 | 54,9 | Alle Angaben in % |

Der Mindestlohn in der Provinz beträgt 173 Baht pro Tag (etwa 4 €).

### Landnutzung
Für die Provinz ist die folgende Landnutzung dokumentiert:
- Waldfläche: 403.986 Rai (252,5 km²), 18,9 % der Gesamtfläche
- Landwirtschaftlich genutzte Fläche: 1.312.312 Rai (820,2 km²), 61,3 % der Gesamtfläche
- Nicht klassifizierte Fläche: 423.998 Rai (265,0 km²), 19,8 % der Gesamtfläche

## Verkehr

### Flughafen
Phatthalung selbst besitzt keinen Flughafen, kann aber über die Nachbarprovinzen per Flugzeug erreicht werden:
- Hat Yai (HDY),
- Nakhon Si Thammarat (NST),
- Trang (TST)

## Kultur
Die Buddhisten in den Dörfern der Provinz führen das nang talung auf, eine eigene Form des Schattenspiels mit kleinen Spielfiguren, die sich vom höfischen Schattenspiel nang yai in Zentralthailand mit lebensgroßen Figuren unterscheidet.

## Geschichte
Schon während des Reiches Srivijaya im 8. und 9. Jahrhundert wurde die Gegend stark von der indischen Kultur beeinflusst. Der Mahayana-Buddhismus erhielt über Phatthalung Zugang zur malaiischen Halbinsel.
Im Reich von Ayutthaya wurde die Stadt Phatthalung eine der zwölf Residenzen des Königs Ramathibodi I. (U Thong). Nach dem Ende von Ayutthaya und einer kurzen Zeit relativer Unabhängigkeit und Instabilität ordnete König Phra Phutthayotfa Chulalok (Rama I.) die Verwaltung Siams neu und ließ die Provinz – und überhaupt den gesamten Süden Siams – durch das Verteidigungsministerium verwalten.
Die große Verwaltungsreform von König Chulalongkorn (Rama V.) machte Phatthalung zu einem Teil der größeren Verwaltungseinheit Monthon Nakhon Si Thammarat. Nach der Abschaffung der Monthons im Jahr 1933 wurde Phatthalung wieder eine selbständige Provinz (Changwat).
Während des Aufstandes der Kommunistischen Partei Thailands gegen die Militärdiktatur war Lam Sin im heutigen Amphoe Srinagarindra im Jahr 1972 Schauplatz der sogenannten „Rotes-Fass-Morde“ (thang daeng). Dabei wurden hunderte von Dorfbewohnern, die im Verdacht standen, die Kommunisten zu unterstützen, nachts in großen Ölfässern verbrannt – teilweise, nachdem sie ermordet worden waren, teilweise aber auch bei lebendigem Leib. Die Verantwortlichen dafür wurden nie ermittelt oder bestraft.

## Sehenswürdigkeiten
- Phon Lak Phra Festival – Prozessionen zwischen verschiedenen Tempeln der Provinz, die jedes Jahr zum Ende des Loi-Krathong-Festes im Oktober/November abgehalten werden. Die Prozessionen begleiten Trommler, die versuchen, einen „guten Rhythmus“ zu schlagen. was zu regelmäßigen Wettbewerben zwischen den Leuten der verschiedenen Tempel führt.
- Kao Khram-Wasserfall – etwa 30 km westlich der Provinzhauptstadt mit einem kaskadierenden Wasserfall von steilen Klippen, der in einen Badesee fällt.
- Malaienhöhle – eine ausgedehnte Höhle mit vielen Räumen und sehr schönen, weißen Stalagmiten und Stalaktiten
- Prathat Bang Kaeo beim Ta Thien-Tempel- buddhistische Tempelanlage aus der Zeit des Königreiches Ayutthaya; in Amphoe Bang Kaeo

### Nationalparks
- Nationalpark Khao Pu - Khao Ya – erstreckt sich über die drei Provinzen Phattalung, Nakhon Si Thammarat und Trang
- Thale Noi – Schutzgebiet für Wasservögel in Amphoe Khuan Khanun, mit einer sehr großen Lagune, an der Hunderte Arten von Wasservögeln zu beobachten sind.

## Symbole

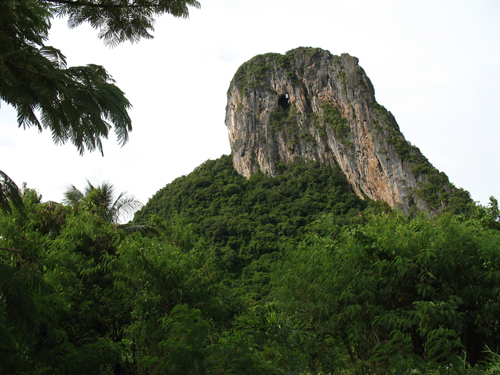
Der Ok-Thalu-Berg, Symbol von Phatthalung

Das Siegel der Provinz Phatthalung zeigt den etwa 250 Meter hohen Hügel Ok Thalu, der das Stadtbild von Phatthalung prägt.
Der lokale Baum ist die Shorea (Shorea roxburghii).
Der Wahlspruch der Provinz Phatthalung lautet:
„Die Stadt von Nora und den Schattenspielen,
Mit vielen Wasserfällen, angenehm und leuchtend,
Das Reisbecken befindet sich hier,
In den Lagunen leben viele Wasservögel,
Das Gebiet besitzt einen ausgehöhlten Berg,
Schöne Seen und heiße Quellen, die ruhig sprudeln.“

## Verwaltungseinheiten

### Provinzverwaltung
Die Provinz Phatthalung ist in 11 Landkreise (Amphoe – Verwaltungs-Distrikte) eingeteilt, die sich wiederum in 65 Kommunen (Tambon) und weiter in 626 Dorfgemeinschaften (Muban) gliedern.
| \| Nr. \| Amphoe \| Thai \| \| --- \| ------------------------- \| ------------- \| \| 01. \| Amphoe Mueang Phatthalung \| อำเภอเมืองพัทลุง \| \| 02. \| Amphoe Kong Ra \| อำเภอกงหรา \| \| 03. \| Amphoe Khao Chaison \| อำเภอเขาชัยสน \| \| 04. \| Amphoe Tamot \| อำเภอตะโหมด \| \| 05. \| Amphoe Khuan Khanun \| อำเภอควนขนุน \| \| 06. \| Amphoe Pak Phayun \| อำเภอปากพะยูน \| \| 07. \| Amphoe Si Banphot \| อำเภอศรีบรรพต \| \| 08. \| Amphoe Pa Bon \| อำเภอป่าบอน \| \| 09. \| Amphoe Bang Kaeo \| อำเภอบางแก้ว \| \| 10. \| Amphoe Pa Phayom \| อำเภอป่าพะยอม \| \| 11. \| Amphoe Srinagarindra \| อำเภอศรีนครินทร์ \| |                           |               |
| Nr. | Amphoe                    | Thai          |
| 01. | Amphoe Mueang Phatthalung | อำเภอเมืองพัทลุง |
| 02. | Amphoe Kong Ra            | อำเภอกงหรา    |
| 03. | Amphoe Khao Chaison       | อำเภอเขาชัยสน  |
| 04. | Amphoe Tamot              | อำเภอตะโหมด   |
| 05. | Amphoe Khuan Khanun       | อำเภอควนขนุน   |
| 06. | Amphoe Pak Phayun         | อำเภอปากพะยูน  |
| 07. | Amphoe Si Banphot         | อำเภอศรีบรรพต  |
| 08. | Amphoe Pa Bon             | อำเภอป่าบอน    |
| 09. | Amphoe Bang Kaeo          | อำเภอบางแก้ว   |
| 10. | Amphoe Pa Phayom          | อำเภอป่าพะยอม  |
| 11. | Amphoe Srinagarindra      | อำเภอศรีนครินทร์ |

### Lokalverwaltung
Für das ganze Gebiet der Provinz besteht eine Provinz-Verwaltungsorganisation (องค์การบริหารส่วนจังหวัด, kurz อบจ., Ongkan Borihan suan Changwat; englisch Provincial Administrative Organization, PAO).
In der Provinz gibt es eine Stadt (เทศบาลเมือง – Thesaban Mueang): Phatthalung (เทศบาลเมืองพัทลุง).
Daneben gibt es 15 Kleinstädte (เทศบาลตำบล – Thesaban Tambon).

## Persönlichkeiten
- Warut Mekmusik (* 1992), Fußballspieler